# Porte cittadine di Reggio Emilia
Le porte cittadine di Reggio Emilia erano porte inserite nella cinta muraria che circondava la città ed erano nove, assumendo una rilevanza differente a seconda delle strade extraurbane su cui si aprivano. Le antiche porte medievali erano realizzate in pietra e laterizio e arricchite da decorazioni in cotto. Alcuni di questi ornamenti sono stati rinvenuti nell'Ottocento durante l'abbattimento delle mura.

## Porta Santo Stefano
Di questa imponente porta restano pochissime notizie storiche. Pare che fosse realizzata prima del 1230 e che assumesse una struttura formata da due archi. In quel tempo per accedere alla città attraverso questa porta era necessario transitare sopra ad un ponte, posto sul torrente Crostolo, che venne distrutto a metà del Duecento durante le sanguinose battaglie tra Guelfi e Ghibellini.
Intorno al Cinquecento il corso del Crostolo fu deviato di circa due chilometri a causa dei lavori per la ricostruzione di Porta Santo Stefano, eretta in un'altra posizione e rafforzata per risultare maggiormente difendibile. Il corso del Crostolo fu dirottato in quanto durante le piene vi era il rischio di compromettere la sicurezza delle strutture circostanti: mura e fossato difensivo.

## Porta San Cosmo e Gosmerio
Edificata intorno al 1230, Porta San Cosmo e Gosmerio prende il nome da un'antica chiesa situata nelle vicinanze del luogo della sua costruzione. Era collocata all'incrocio tra viale Isonzo e via Franchetti, in direzione di Villa Sesso e della Bassa Reggiana. Formata da un unico arco con muratura in laterizio, la porta all'esterno appariva ricoperta in arenaria. Durante la sistemazione del 1551 venne interrata e le sue strutture furono finalizzate alla difesa della città. Nell'Ottocento vennero rimosse le mura e la porta venne ritrovata intatta, ma fu poi abbattuta per la costruzione della circonvallazione e del Foro Boario, palazzo riutilizzato poi per scopi militari, quindi poi rinominato “Caserma Zucchi” e oggi Palazzo Giuseppe Dossetti, sede dell'Università di Modena e Reggio Emilia.

## Porta San Nazario o Porta del Soccorso di Cittadella
La porta venne edificata agli inizi del Duecento all'incrocio tra via Allegri e viale Isonzo, nell'area settentrionale-occidentale di Reggio Emilia. Lo scopo della sua costruzione era permettere il collegamento tra la città e il monastero di San Prospero, collocato all'esterno della cinta muraria che circondava la città. La porta era costituita da un unico arco a sesto e decorata da altri componenti architettonici tipici del periodo medioevale. Il nome della porta deriva dall'antico monastero dei Santi Nazario e Celso, incorporato poi all'interno della Cittadella ducale. Porta San Nazario sbocca sulla strada principale diretta a Mantova, e assunse poi anche il nome di “Porta del Soccorso di Cittadella” perché venne identificata dagli Estensi come via di fuga in caso di pericolo. Dopo il suo parziale interramento e ridimensionamento avvenuto nel Cinquecento, la porta fu ritrovata intatta nell'Ottocento. Venne poi distrutta, forse durante l'edificazione nei Giardini Pubblici dell'Ippodromo.

## Porta Santa Croce

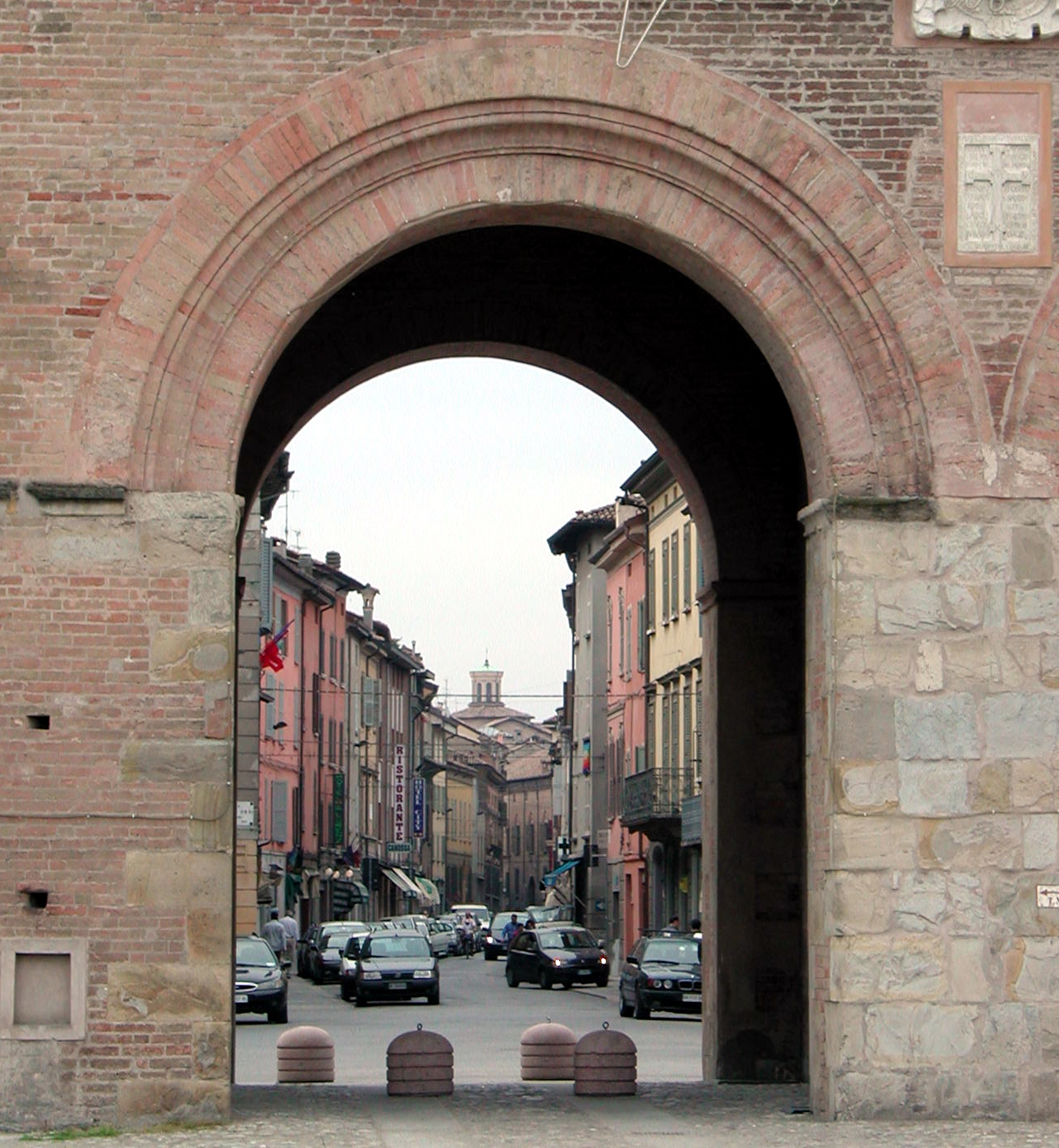
Porta Santa Croce

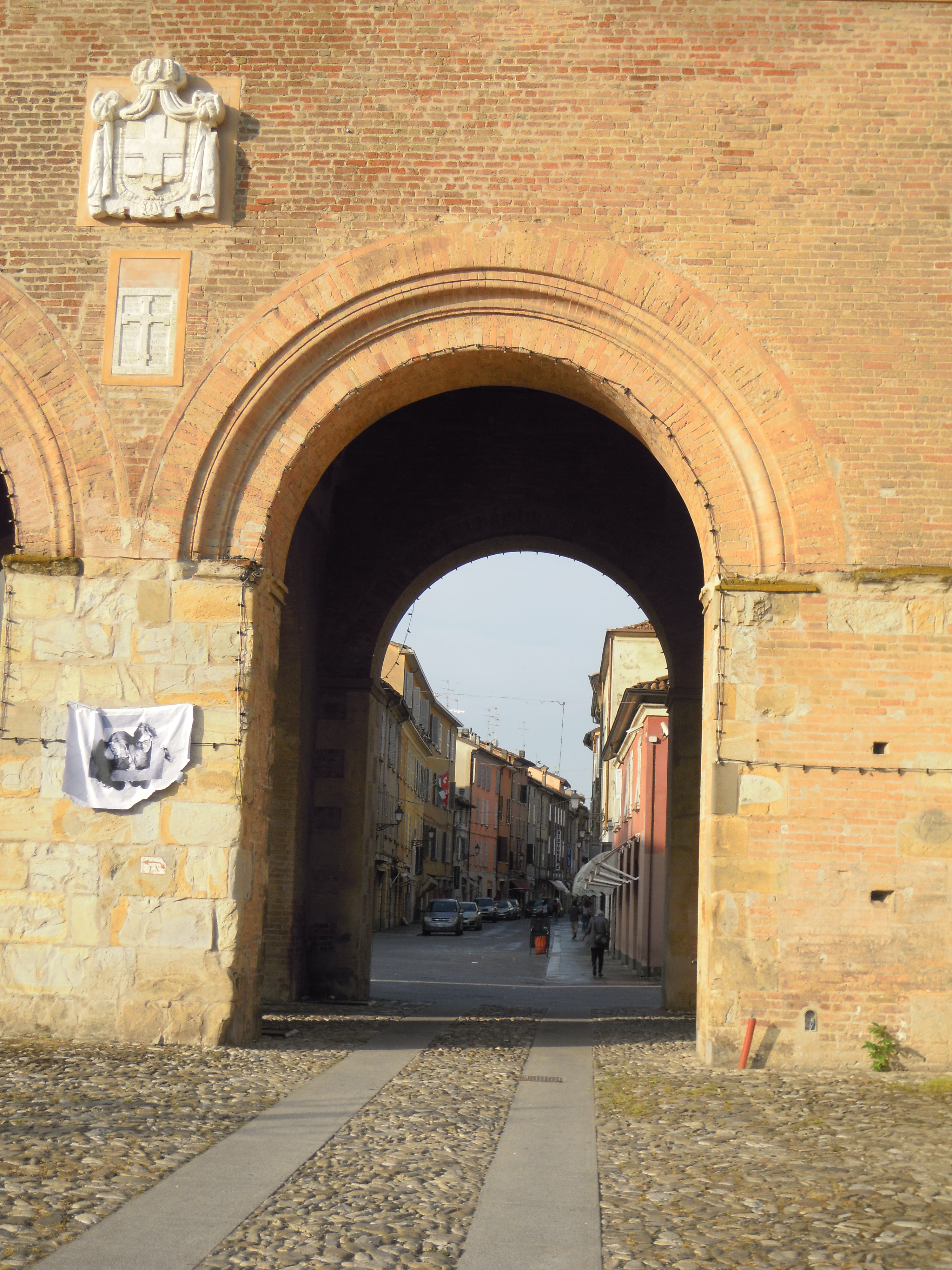
Porta Santa Croce di Reggio Emilia, con vista Via Roma

È tuttora presente presso via Roma, sulla strada che porta a Reggiolo. In età romana la zona su cui venne eretta la porta costituì uno dei primi centri abitativi, luogo strategico della città. In epoca medioevale fu una dei primi nuclei abitativi ad essere protetto dalle mura costruite intorno al centro di Reggio Emilia. La costruzione di porta Santa Croce venne ultimata nel 1199 e prese il nome probabilmente dalle spedizioni crociate organizzate in quegli anni. A causa della costruzione della cinta muraria e del vasto fossato che circondava la città, porta Santa Croce venne spostata e trasformata. Su alcune abitazioni adiacenti si possono notare tracce dello stile gotico dell'edificio.

## Porta San Marco
Venne inaugurata nel 1314. Essa, posta tra Porta Santa Croce e Porta San Pietro, è una postierla, ovvero una di quelle porte interrate dopo la costruzione delle nuove mura nel 1551: era situata nei pressi dell'incrocio tra via Dante e via Piave, lungo una delle strade che permettevano il collegamento tra Reggio e la Bassa. Il nome della porta deriva dal convento che successivamente accolse il Foro Boario, e che venne poi adibita ad una caserma, dove tuttora è stanziata la polizia. Sin dall'inizio non fu considerata di rilevante importanza, così venne chiusa già a partire dal secolo successivo e trasformata in una torre di difesa della città. Il baluardo era collocato in una posizione ideale dal punto di vista militare, così nel Cinquecento, durante la costruzione delle mura, venne potenziato e rafforzato. Per secoli la porta recava appesa una gabbia in ferro che ospitava le teste dei traditori uccisi, probabilmente in seguito alla condanna a morte avvenuta presso il medioevale “campo delle Forche”, situato appena oltre l'attuale viale dei Mille. Nell'Ottocento la porta, utilizzata esclusivamente per scopi daziari, venne sostituita da due caselle doganali.

## Porta San Pietro

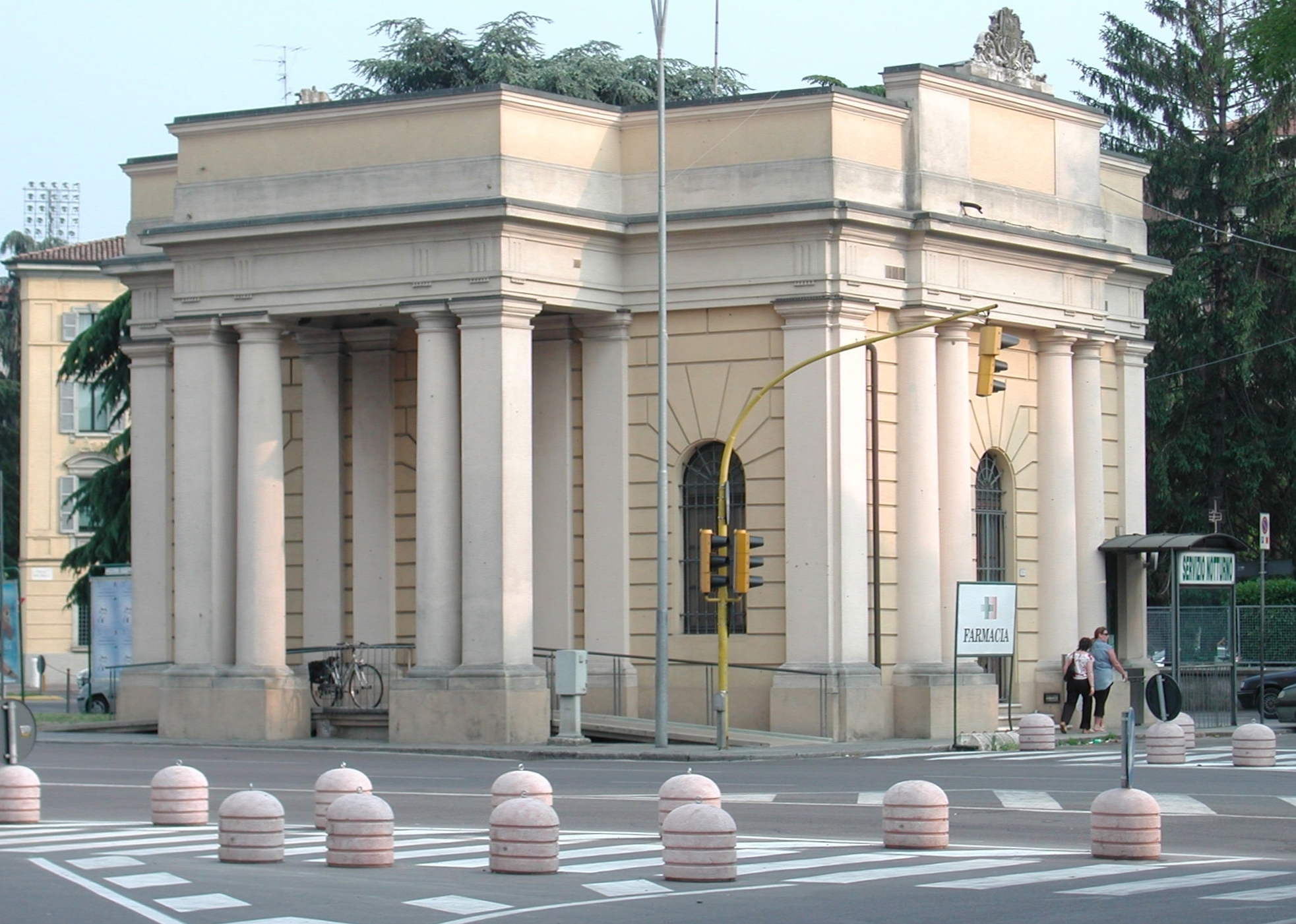
Barriera daziaria superstite a Porta San Pietro

Le notizie a proposito di questa porta sono scarse, ma si ipotizza che sia stata costruita nel primo ventennio del Duecento. È affacciata sulla via Emilia in direzione di Modena. Approssimativamente la struttura della porta medioevale era caratterizzata da uno o due archi a tutto sesto che sorreggevano una tettoia ricoperta da merlature. Al di fuori della porta era collocato “l'ospitale” di San Giovanni al Mirabello, utilizzato dai pellegrini e poi distrutto a metà del Cinquecento. Negli anni è stata demolita; è rimasto in piedi solo un edificio chiamato "Gabella".

## Porta di Ponte Levone
Fu realizzata intorno al 1230 nel corso dei lavori per la costruzione delle antiche mura. Venne edificata tra Porta San Pietro e Porta Castello, verso la fine di via Fontanelli, sulla strada in direzione di Scandiano. Nel corso del Medioevo, Porta di Ponte Levone rappresentava l'entrata principale alla città, e un'importante via di comunicazione: dalla porta si snodavano numerose strade verso le colline e una strada dominante diretta verso Scandiano. Nel Cinquecento, durante la realizzazione delle mura, venne abbattuto il quartiere extraurbano “borgo di Ponte Levone”, da cui derivò probabilmente la denominazione della Porta. Dopo quell'occasione la porta fu esclusivamente per fine difensivo e adibita a prigionia, e poi successivamente abbattuta.

## Porta Castello
Fu costruita nel 1266, come si può leggere sulla lapide conservata presso i musei civici, e anticamente era chiamata “Bastione Strani”, in onore dell'omonima famiglia che ne era proprietaria. Sulla porta era stata eretta anche una torre, realizzata a scopo difensivo da eventuali attacchi nemici. Nel Cinquecento, durante la ricostruzione della cinta muraria, Porta Castello venne spostata all'interno del “Casone”: palazzo rinascimentale a scopo difensivo. Dopo il restauro Nel 1836 la porta venne restaurata in stile neoclassico dall'ingegnere Pietro Marchelli. Dopo l'Unità d'Italia  la porta venne parzialmente abbattuta. L'area di Porta Castello appare così come un prato, in cui per secoli si svolse il mercato degli animali di piccola taglia, finché non venne ceduta dal comune a dei privati che si stanziarono all'interno del “Casone”.

## Porta Bernone o Brennone
Venne eretta tra Porta Castello e porta Santo Stefano all'incirca verso il 1230. Situata dall'uscita dell'attuale via Beretti, di fronte ad uno dei ponti sul Crostolo, nella zona di Piazzale Fiume, era originariamente conosciuta come “Porta Clodia”. Brenno, re dei Sassoni e generale di Odoacre, aveva risparmiato i reggiani dalla distruzione della città, così la porta fu poi dedicata a questo personaggio celebre. In sua memoria era poi stata costruita anche una statua e una lapide, che vennero affisse alle pareti del muro della porta. La scultura venne però persa nel Cinquecento in seguito alla sua distruzione da parte di alcuni malviventi, che furono poi decapitati. A metà del Cinquecento, in seguito alla costruzione delle nuove mura, la porta venne interrata e adibita unicamente a scopo difensivo. Nonostante la sua rilevante importanza come reperto storico dell'architettura medievale, dopo essere stata rinvenuta a metà Ottocento nel corso dei lavori presso i terrapieni, venne abbattuta.